# Echobelly
Gli Echobelly sono un gruppo musicale rock britannico formatosi nel 1992. Il gruppo, originario di Londra, è stato attivo fino al 2004 per poi ricostituirsi nel 2009.

## Formazione

### Formazione attuale
- Sonya Aurora Madan (voce) – 1992—2004, 2009–presente
- Glenn Johansson (chitarra) – 1992–2004, 2009–presente
- Oliver McKiernan (basso) – 2015–presente
- Ash Hall (batteria) – 2015–presente

### Ex componenti
- Debbie Smith (chitarra) – 1994–1997
- Alex Keyser (basso) – 1992–1996
- James Harris (basso) – 1996–1998
- Ruth Owen (basso) – 1998–2004
- Andy Henderson (batteria) 1992–2004

## Discografia

### Album in studio
- 1994 - Everyone's Got One
- 1995 - On
- 1997 - Lustra
- 2001 - People Are Expensive
- 2004 - Gravity Pulls
- 2017 - Anarchy and Alchemy

### Raccolte
- 2001 - I Can't Imagine the World Without Me
- 2008 - The Best of Echobelly